# اوژن بلگران
اوژن بلگران (انگلیسی: Eugène Belgrand؛ ۲۳ آوریل ۱۸۱۰ – ۸ آوریل ۱۸۷۸) مهندس عمران اهل فرانسه بود.
وی همچنین برندهٔ جوایزی همچون لژیون دونور (فرمانده) شده‌است.
او در ۸ آوریل ۱۸۷۸ درگذشت و مقبره وی در گورستان مون‌پارناس، پاریس است.